# Norman Dello Joio
Norman Dello Joio (ur. 24 stycznia 1913 Nowym Jorku, zm. 24 lipca 2008 w East Hampton) – amerykański kompozytor, organista i pedagog.

## Życiorys
Jego przodkowie byli imigrantami z Włoch, ojciec pracował jako nauczyciel śpiewu. Podstawy edukacji muzycznej odebrał od swojego ojca oraz od ojca chrzestnego, Pietro Yona. W młodości występował jako członek zespołów jazzowych, od 14. roku życia działał też jako organista. Od 1932 do 1934 roku uczeń City College of New York. W latach 1939–1941 studiował w Juilliard School u Bernarda Wagenaara, a później w 1941 roku w Tanglewood i na Yale University u Paula Hindemitha. Dwukrotny laureat stypendium Fundacji Pamięci Johna Simona Guggenheima (1943 i 1944). W 1957 roku otrzymał Nagrodę Pulitzera za utwór Meditations on Ecclesiastes. Laureat nagrody Emmy za 1965 rok za muzykę do filmu telewizyjnego The Louvre.
Od 1959 roku współpracował z Contemporary Music Project for Creativity in Music Education. Wykładał w Sarah Lawrence College (1945–1950), Mannes School of Music (1956–1972) oraz na Uniwersytecie Bostońskim (1972–1978).

## Twórczość
W swojej twórczości posługiwał się neoklasycznymi środkami wyrazu, nawiązującymi do stylistyki Paula Hindemitha. Silne piętno na jego muzyce wywarła inspiracja chorałem gregoriańskim, a z drugiej strony włoską operą i jazzem.

## Ważniejsze kompozycje
(na podstawie materiałów źródłowych)
- suita baletowa Duke of Sacramento (1942)
- Trio fortepianowe (1944)
- Concert Music (1945)
- balet On Stage (1946)
- Variations, Chaconne and Finale (1947)
- balet Wilderness Stair (1948)
- Serenade na orkiestrę (1948)
- A Jubilant Song (1948)
- New York Profiles na orkiestrę (1949)
- Symfonia (1951)
- opera The Ruby (wyst. Bloomington 1955)
- balet There is a Time (1956)
- opera The Trial at Rouen (wyst. San Francisco 1956)
- suita symfoniczna Air Power (1957)
- opera The Triumph of Saint Joan (1959)
- opera telewizyjna Blood Moon (TV NBC 1961)
- Colloquies na skrzypce i fortepian (1964)
- The Song of Silence (1967)
- The Dancing Sergeant (1967)
- Bagatelles na harfę (1969)
- Songs of Abelard (1969)
- Msza (1969)
- Homage to Haydn na orkiestrę (1969)
- Evocations (1970)
- Concetante na instrumenty dęte (1973)
- 5 Lyric Pieces na organy (1975)
- Mass in Honor of the Eucharist (1975)
- Colonial Variations na orkiestrę (1976)
- Reflections on a Christmas Tune na kwintet dęty (1981)
- Variations on a Bach Chorale na orkiestrę (1985)
- Nativity na solistów, chór i orkiestrę (1987)